# Питное (озеро, Пресновский сельский округ, у села Пресновка)
Питное (каз. Питное) — озеро в Пресновском сельском округе Жамбылского района Северо-Казахстанской области Казахстана. Находится к западу от села Пресновка.
По данным топографической съёмки 1940-х годов, площадь поверхности озера составляет 1,92 км². Наибольшая длина озера — 1,5 км, наибольшая ширина — 1,4 км. Длина береговой линии составляет 5,8 км, развитие береговой линии — 1,17. Озеро расположено на высоте 138,4 м над уровнем моря.